# Řád víry a míru
Řád víry a míru nebo též Řád meče byl rytířský řád působící v Gaskoňsku v jižní Francii v polovině 13. století.

## Historie

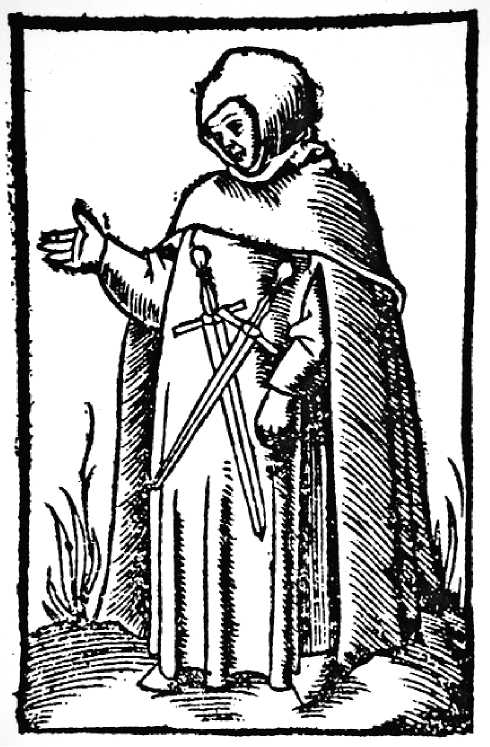
Amanieu I., arcibiskup z Auch v řádovém oděvu

Řád byl prvně zmíněn papežem Řehořem IX. v roce 1231 v jeho listě k magistro militiae ordinis sancti Jacobi ejusque fratribus tam presentibus quam futuris ad defensionem fidei et pacis in Guasconia constitutis (veliteli rytířského řádu sv. Jakuba a jeho bratřím nyní a v budoucnu přítomným k obraně víry a míru v Gaskoňsku). 
Řád založil Amanieu I., arcibiskupem z Auch. Jelikož ten se arcibiskupem stal roku 1226, je třeba klást založení řádu mezi lety 1226-1231. Řehoř IX. dopisem Armanieumu roku 1227 nařizoval, aby byl obnoven mír v jeho oblasti, což pravděpodobně bezprostředně podnítilo vznik řádu. Amaunieu a první členové řádu cestovali roku 1231 do Říma, kde obdrželi Řehořovo potvrzení jako rytířský řád.
Řád měl majetky zejména v oblasti západně od Toulouse a jejich hlavním cílem nebylo bojovat proti Albigenským, jak by se dalo čekat z místa a doby, leč měli za hlavní úkol uchovávat mír v Auchské diecézi. Papež dal rytířům řeholi přijatou od svatojakubských rytířů a jako prvního patrona jim dal vikomta z Béarn, Gastona VII.
Řád se příliš zmítal v neshodách, než aby byl životaschopný. V roce 1262 se jeho mistr pokusil splynout řád s cisterciáckým opatstvím ve Feuillant. V roce 1267 papež Klement IV. odstranil mistra pro zločin. Amanieu II., arcibiskup z Auch, se roku 1268 pokusil zachránit řád koupí špitálu v Pont d'Artigues od svatojakubských rytířů a jmenováním svého synovce jako nového mistra. Řád byl rozpuštěn roku 1273 papežem Řehořem X. a jeho majetek byl rozdělen mezi svatojakubské rytíře a diecézi Auch.